# Сальковский сельсовет (Константиновский район)
Сальковский сельсовет — упразднённая административно-территориальная единица, существовавшая на территории Московской губернии и Московской области до 1939 года.
Сальковский сельсовет был образован в первые годы советской власти. По данным 1922 года он входил в состав Хребтовской волости Сергиевского уезда Московской губернии.
В 1923 году к Сальковскому с/с были присоединены Бедловский и Пусто-Рождественский с/с.
По данным 1926 года в состав сельсовета входили деревни Вонякино, Сальково и Сорокино.
В 1929 году Сальковский с/с был отнесён к Константиновскому району Кимрского округа Московской области. При этом к нему был присоединён Плотихинский с/с.
17 июля 1939 года Сальковский с/с был упразднён. При этом населённые пункты Сальково, Вонякино, Вороново, Плотихино, Македонка и Никольские выселки были переданы в Хребтовский с/с, а Сорокино — во Власовский.